# Мордовська Полянка
Мордо́вська Поля́нка (рос. Мордовская Полянка, ерз. Мокшонь Куженя) — присілок у складі Рузаєвського району Мордовії, Росія. Входить до складу Мордовсько-Пішлинського сільського поселення.
Стара назва — Мордовські Полянки.

## Населення
Населення — 18 осіб (2010; 21 у 2002).
Національний склад (станом на 2002 рік):
- мордва — 95 %